# Charles-Gustave de Meuron
Charles-Gustave de Meuron (* 6. November 1779 in Saint-Sulpice (Kanton Neuenburg); † 8. Januar 1830 in Kopenhagen) war ein preußischer Offizier und Diplomat.

## Leben
Er war der Sohn des Pierre-Frédéric de Meuron (1746–1813) und Anne-Françoise Roux. Sein Vater war britischer Generalleutnant und wurde 1797 Militärgouverneur von Ceylon. Der ebenfalls britische Generalleutnant und preußische Kammerherr Charles-Daniel de Meuron (1738–1806) war sein Onkel.
Durch die Verbindungen seines Onkels und weil dieser auch seine Pension übernahm, konnte Charles-Gustave die Berliner Militärakademie absolvieren. Er ging in preußische Dienste und diente zunächst als Fähnrich im Infanterieregiment „von Schöning“, später im Infanterieregiment „von Hohenlohe-Ingelfingen“ als Sekondeleutnant. Mit seiner Heirat 1804 quittierte er den Dienst.
Während der Befreiungskriege stellte er ein Neuenburger Bataillon auf. Vom 5. August 1814 bis November 1816 war er als Major Kommandeur des Garde-Schützen-Bataillons. Im August 1815 wurde er während eines Urlaubs vier Monate von Major Franz von Lucadou vertreten. 
1817 wechselte er in den diplomatischen Dienst und wurde 1820 bevollmächtigten Minister bei der Eidgenossenschaft. 1824 wurde er als außerordentlicher Gesandter an den bayrischen Hof und 1826 nach Dänemark geschickt.
Er heiratete am 10. August 1804 Henriette von Willich (Villich, Wylich), eine Tochter des Jean-Louis von Willich. Die Ehe blieb kinderlos. Nach seinem Tod wurde sie Hofmeisterin der Prinzessin Marianne, Frau von Albrecht von Preußen.
Am 11. März 1828 wurde der Grafenstand von Meuron anerkannt. Er war Inhaber des Roten Adlerordens III. Klasse und des Johanniterordens.
De Meuron schied hochverschuldet durch Suizid aus dem Leben. Über seinen Nachlass musste Konkurs eröffnet werden.